# Septembre 1994

## Événements
- 8 septembre : départ des dernières troupes occidentales (États-Unis, France, Royaume-Uni) stationnées à Berlin.

- 9 septembre : les troupes russes évacuent la Pologne.

- 11 septembre (Formule 1) : Grand Prix automobile d'Italie.

- 19 septembre : intervention des États-Unis à Haïti.

- 25 septembre (Formule 1) : Grand Prix automobile du Portugal.

- 27 septembre : en mer Baltique, le naufrage du ferry Estonia fait 852 morts.

## Naissances
- 8 septembre : Bruno Fernandes, footballeur international portugais.
- 10 septembre : MHD, rappeur et acteur français.
- 12 septembre : Elina Svitolina, joueuse de tennis ukrainienne.
- 14 septembre :
  - Brahim Darri, footballeur néerlando-marocain.
  - Foxy Di, actrice pornographique russe.
  - Léo Dubois, footballeur français.
  - Magne Haga, fondeur norvégien.
  - Gary Harris, basketteur américain.
  - Yuya Kamoto, gymnaste japonais.
  - Akari Kurishima, footballeuse internationale japonaise.
  - Fahad al-Muwallad, footballeur saoudien.
  - Daniel O'Shaughnessy, footballeur international finlandais.
  - Rohan du Plooy, coureur cycliste sud-africain.
  - Hossein Vafaei, joueur de snooker professionnel iranien.
- 23 septembre :
  - Jennifer Madu, athlète américano-nigériane.
  - Gift Motupa, footballeur nigérian.
  - Milène Wojciak, judokate et samboïste française.
- 25 septembre : Jansen Panettiere, acteur américain († 19 février 2023).
- 28 septembre : Benjamin Axus, judoka français.
- 29 septembre :
  - Halsey (Ashley Nicolette Frangipane dite), auteure-compositrice-interprète, poète et actrice américaine.
  - Steve Mounié, footballeur international béninois.

## Décès
- 2 septembre : Édouard Delberghe, coureur cycliste français (° 4 octobre 1935).
- 3 septembre : Níkos Chatzikyriákos-Ghíkas, peintre, sculpteur, graveur et écrivain grec (° 26 février 1906).
- 6 septembre : James Clavell, écrivain.
- 7 septembre : Terence Young, réalisateur.
- 11 septembre : Jessica Tandy, actrice.
- 12 septembre :
  - Tom Ewell, acteur.
  - Boris Yegorov, cosmonaute soviétique (° 26 novembre 1937).
- 16 septembre : Albert Decourtray, archevêque de Lyon, cardinal et académicien français (° 9 avril 1923).
- 17 septembre : Karl Popper, philosophe des sciences.
- 18 septembre : Vitas Gerulaitis, joueur de tennis.
- 23 septembre : Madeleine Renaud, comédienne française.
- 29 septembre : Cheb Hasni, chanteur de raï algérien.
- 30 septembre : 
  - André Lwoff, biologiste.
  - Pierre Sabbagh, pionnier de la télévision français (° 18 juillet 1918).